# 黑緣蝴蝶魚
黑緣蝴蝶魚，為輻鰭魚綱鱸形目蝴蝶魚科的其中一種。

## 分布
本魚分布於西印度洋區，包括東非、南非、馬達加斯加、模里西斯、留尼旺、塞席爾群島等海域。

## 深度
水深40－200公尺。

## 特徵
本魚呈方圓形，吻短，體色為白色，身體後部、背鰭與臀鰭黑色，尾鰭黃色，背鰭與臀鰭邊緣白色，體側密布許多縱向排列小褐色斑點。頭部有一深色條紋通過眼睛。稚魚體色灰白色或橄欖綠色，體側也具有呈縱向排列小褐色斑點，背鰭鰭條部中央有黑色的斑塊。背鰭硬棘12至13枚、背鰭軟條21至22枚；臀鰭硬棘3枚、臀鰭軟條18至19枚。體長可達15公分。

## 生態
本魚棲息於外海深處礁石區，通常成對出現，屬雜食性。

## 經濟利用
可當作觀賞魚。